# Еннерсдорф
Йеннерсдорф (нем. Jennersdorf) — город , окружной центр в Австрии, в федеральной земле Бургенланд. 
Входит в состав округа Йеннерсдорф. Площадь города составляет 37,92 км², население — 4121 человек (1 января 2021), плотность населения — 108 чел./км². Официальный код  —  105 04.

## Население
| Год  | Численность |
| ---- | ----------- |
| 1869 | 4177        |
| 1889 | 4715        |
| 1890 | 5211        |
| 1900 | 4966        |
| 1910 | 5072        |
| 1923 | 4485        |
| 1934 | 4550        |
| 1939 | 4346        |
| 1951 | 3884        |
| 1961 | 3920        |
| 1971 | 4210        |
| 1981 | 4115        |
| 1991 | 4053        |
| 2001 | 4236        |
| 2011 | 4197        |
| 2021 | 4121        |

## Политическая ситуация
Выборы—2007
Бургомистр общины — Томас Вильхельм (АНП) по результатам выборов 2007 года.
Совет представителей общины (нем. Gemeinderat) состоит из 25 мест.
Распределение мест:
- АНП занимает 15 мест;
- СДПА занимает 6 мест;
- Зелёные занимают 2 места;
- АПС занимает 1 место;
- Партия BLP занимает 1 место.

Выборы—2012
Бургомистр общины — Томас Вильхельм (АНП) по результатам выборов 2012 года.
Совет представителей общины (нем. Gemeinderat) состоит из 25 мест.
Распределение мест:
- АНП занимает 15 мест;
- СДПА занимает 5 мест;
- Зелёные занимают 4 места;
- АПС занимает 1 место;

## Картография
- Картосхемы цельшпренгелей Австрии Quelle: Statistik Austria (нем.)

## Внешние ссылки
- Интерактивная карта Австрии terrain (на 20 языках)

## Лицензия
- Лицензия: Namensnennung 3.0 Österreich (CC BY 3.0 AT)  (нем.)